# Aanbidding der herders (Caravaggio)
De Aanbidding der herders is een olieverfschilderij op doek van Caravaggio uit het jaar 1609. Het schilderij met het thema Aanbidding der herders met Kerstmis bevindt zich in het Museo Regionale in de havenstad Messina, op het Italiaanse eiland Sicilië.

## Beschrijving
Het genre dat Caravaggio hier voor het eerst  uitwerkt is de zogenaamde Natività Povera of Arme Geboorte. De personages en de stal zijn armtierig uitgebeeld. Dit genre kende later in de 17e en 18e eeuw navolging. Het tafereel speelt zich af in een stal zonder stralende engelen die doorbreken. Zowel Maria als Jozef hebben een aureool om het hoofd. Maria ligt languit op de grond met een slapende baby op haar schoot. Voor haar staan drie herders en Jozef; een van de herders heeft ontblote schouders. De mannen staan in kruisvorm voor haar. In de donkere achtergrond staan de os en de ezel rustig te eten. Op de grond ligt een eenvoudige reistas met wat brood.

## Historiek
Nadat Caravaggio ontsnapt was uit de gevangenis in Malta, kwam hij aan in Messina (1609). De senaat van Messina gaf hem de opdracht de Aanbidding der herders te schilderen alvorens door te reizen naar het Italiaanse vasteland. Het schilderij diende opgehangen te worden achter het hoofdaltaar van de Santa Maria della Concezionekerk in Messina. De kerk was eigendom van de kapucijnen. De senaat schonk aan Caravaggio als compensatie duizend scudi, een van de hoogste bedragen die Caravaggio in zijn carrière ontving voor een doek.
In de periode 2009-2010 werd het schilderij in Rome gerestaureerd. De diensten van het parlement in het Palazzo Montecitorio voerden de restauratie uit. Het schilderij diende in 2010 voor de herdenkingstentoonstelling in Rome ter gelegenheid van het 400ste overlijdensjaar van Caravaggio.
De zieke Bacchus (ca. 1594) · Jongen met een fruitmand (ca. 1593-95) · Een jongen gebeten door een hagedis (1595-96) · Medusa Murtola (ca. 1595) · Bacchus (ca. 1596) · Medusa (ca. 1597) · Judith onthoofdt Holofernes (1598-99) · Narcissus (1598-99) · De roeping van Matteüs (1599-1600) · Het martelaarschap van Matteüs (1600) · Avondmaal in Emmaüs (versie in Londen) (1601-02) · Amor vincit omnia (1601-02) · Johannes de Doper (versie in de Capitolijnse Musea) (1602) · Matteüs en de engel (1602) · De gevangenneming van Christus (ca. 1602) · De Graflegging (ca. 1603–1604) · Rozenkransmadonna (ca. 1604–1605) · Madonna di Loreto (1604-06) · Madonna van de palfreniers (1605-06) · De heilige Hiëronymus (1605-06) · Avondmaal in Emmaüs (versie in Milaan) (1606) · Zeven werken van barmhartigheid (1607) · De onthoofding van Johannes de Doper (1608) · De begrafenis van de heilige Lucia (1608) · De aankondiging (1608-1610) · Geboorte van Christus met de heiligen Laurentius en Franciscus van Assisi (1609) · Aanbidding der herders (1609) · David met het hoofd van Goliath (versie in Rome) (1609-10)